# Taratata
Taratata fou un cèlebre programa musical de la televisió francesa que s'emet des de 1993, amb una aturada de l'any 2000 al 2005, i es va cancel·lar en 2013. En un principi estava dedicat principalment al rock, però actualment també inclou pop, indie, rap i altres. Hi actuaven cantants i grups de tota mena: estrelles internacionals (com Madonna o Lady Gaga, per exemple), francesos (com Indochine) i també grups i cantants mitjans, desconeguts o que fins i tot encara no han tret cap àlbum, sovint apadrinats per un artista més consagrat.

## Descripció
El format del programa, que durava noranta minuts i estava gravat d'una tirada, consta de cançons en "directe" (gravades en directe, sense playback, tot i que el programa s'emet en diferit) originals, cançons cantades en duet, cançons d'uns artistes cantades per uns altres, entrevistes curtes a alguns dels artistes que hi actuen i petits reportatges (gravats a part) sobre la seva història i trajectòria musical.
Els programes es graven de dos en dos, cosa que fa que sovint un convidat acabava apareixent a dos programes consecutius. El format fa que, mentre s'està fent una entrevista en un cantó del plató, just al costat ja estigui el grup següent preparat i escoltant, i de vegades pot fer algun comentari o participar-hi, tot i que no és freqüent. El muntatge de plans es feia en directe, i a la versió oficial només s'afegien els subtítols, quan hi havia entrevistes a convidats que no parlen francès. El presentava en Nagui, que per aquest programa vestia sempre pantalons i americana negra amb camisa vermella.

## Difusió
Taratata s'emetia a la televisió pública nacional francesa. Setmanalment es feia simultàniament al canal de televisió France 2 i a la cadena de ràdio Virgin Radio de França. La mateixa setmana es reemetia als també canals públics nacionals France 3 i France 4. També s'emetia al Canadà, a la TV5 canadenca.